# Pseudartabotrys letestui
Pseudartabotrys letestui Pellegr. – gatunek rośliny z monotypowego rodzaju Pseudartabotrys w obrębie rodziny flaszowcowatych (Annonaceae Juss.). Występuje naturalnie w klimacie tropikalnym Afryki – w Gabonie. 

## Morfologia
PokrójZimozielone i zdrewniałe liany o owłosionych gałęziach.
LiścieNaprzemianległe. Mają kształt od podłużnego do podłużnie eliptycznego. Mierzą 8–15 cm długości oraz 3,5–6 cm szerokości. Są lekko owłosione od spodu. Nasada liścia jest sercowata. Blaszka liściowa jest o spiczastym wierzchołku. Ogonek liściowy jest owłosiony i dorasta do 2 mm długości.
KwiatySą pojedyncze, rozwijają się naprzeciwlegle do liści. Mają 3 wolne działki kielicha, nienakładające się na siebie, mają trójkątnie owalny kształt i dorastają do 15–18 mm długości. Płatków jest 6, ułożone w dwóch okółkach, są wolne, nienakładające się na siebie, podobne do siebie, mają równowąski kształt z ostrym wierzchołkiem, osiągają do 5,5–7 cm długości. Kwiaty mają liczne pręciki z pylnikami otwierającymi się na zewnątrz, są prawie siedzące. Owocolistki są liczne, jednokomorowe, zrośnięte i zawarte w zalążni.

## Biologia i ekologia
Rośnie w wilgotnych wąskich wąwozach. Występuje na wysokości od 40 do 150 m n.p.m.